# Friedrich Pfeiffer (Jurist)

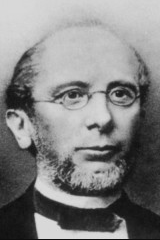
Friedrich Pfeiffer

Friedrich Moritz Christian Pfeiffer (* 22. Juli 1815 in Kassel; † 12. April 1879 in Bremen) war ein deutscher Jurist und Politiker.

## Leben
Pfeiffer war der Sohn des Obersteuerdirektors und Abgeordneten Franz Pfeiffer und dessen Ehefrau Susette Friederike geborene Lagisse. Er heiratete am 18. September 1842 seine Cousine Sophie Luise Pfeiffer, die Tochter des Geheimen Oberfinanzrates Christian Pfeiffer.
Pfeiffer besuchte von 1826 bis 1833 das Lyceum Fridericianum in Kassel. Anschließend studierte er Rechtswissenschaften, von 1833 bis 1834 an der Philipps-Universität Marburg, von 1834 bis 1835 an der Ruprecht-Karls-Universität Heidelberg und von 1835 bis 1836 an der Georg-August-Universität Göttingen. 1833 wurde er Mitglied des Corps Teutonia Marburg. 1835 schloss er sich dem Corps Guestphalia Heidelberg an und wurde danach noch Angehöriger der Guestphalia Marburg. 1836 legte er in Göttingen das Fakultätsexamen ab und wurde anschließend Referendar am Obergericht in Kassel. Nach bestandenem Assessorexamen wurde er 1842 Assessor am Obergericht in Fulda und 1845 am Obergericht in Marburg. 1847 wurde er Amtmann in Felsberg und danach Staatsprokurator in Rotenburg an der Fulda. 1850 wurde er zum Obergerichtsrat in Fulda ernannt. Im Kurhessischen Verfassungskonflikt mit Ludwig Hassenpflug nahm er 1851 seinen Abschied aus den kurhessischen Diensten.
Pfeiffer verließ Hessen und erwarb in Bremen das Bürgerrecht mit Handlungsfreiheit. Von 1852 bis 1864 war er Obergerichtsanwalt in Bremen. Vom 15. Juli 1864 bis zu seinem Tod war er Senator der Freien Hansestadt Bremen. Von 1865 bis 1874 war er Polizeiherr, d. h. Senator für Polizei- und Sanitätswesen, vom 1. Januar 1876 bis zu seinem Tod Bremer Bürgermeister und vom 1. Januar bis 31. Dezember 1878 Präsident des Senats.
Pfeiffer war Mitglied des Deutschen Nationalvereins und des Deutschen Juristentags.

## Abgeordneter
Pfeiffer war von 1849 bis 1850 Mitglied der Kurhessischen Ständeversammlung. Er galt als der juristische Experte der Konstitutionellen Partei. Er gehörte 1850 dem Volkshaus des Erfurter Unionsparlaments an, vom 26. März bis zum 29. April 1850 als dessen Schriftführer. Nachdem er sich in Bremen niedergelassen hatte, wurde er dort in die Bremische Bürgerschaft gewählt, der er bis 1864 angehörte.